# Музей борьбы за независимость (Краков)

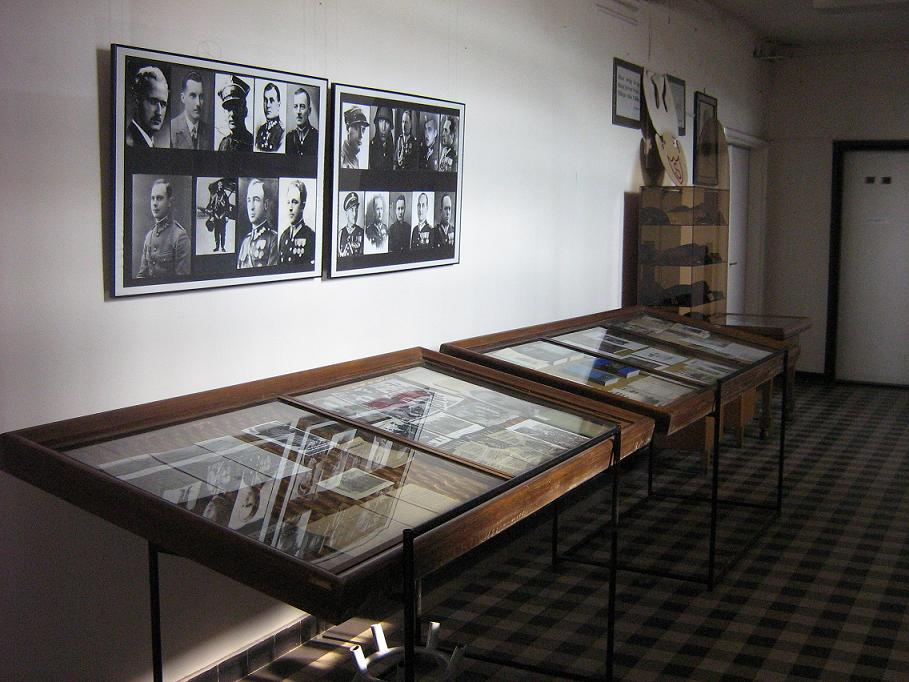
Одна из музейных экспозиций

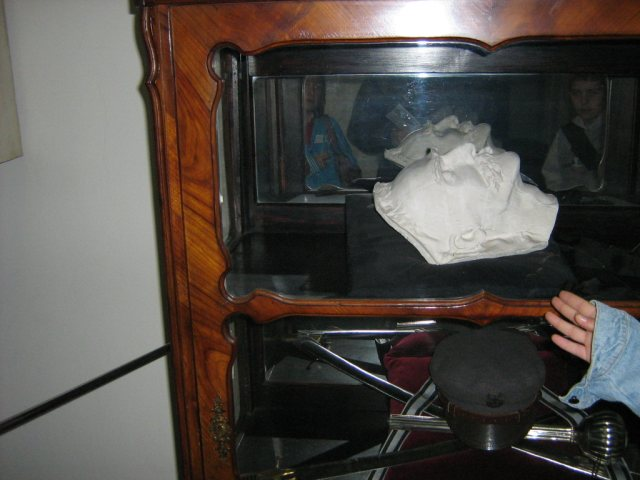
Посмертная маска Юзефа Пилсудского

Музей борьбы за независимость (пол. Muzeum Czynu Niepodległościowego) — музей, находящийся в Кракове в Доме имени Юзефа Пилсудского на улице 3 мая, д. 7. Музей экспонирует материалы, связанные с борьбой поляков за независимость Польши с 1883 по 1989 год.

## История
Музей был создан 6 августа 1922 года на I съезде польских легионеров. Торжественное открытие музея состоялось в 1934 году в доме на современной улицы 3 мая, 7, который был построен на месте, с которого в 1914 году отправилась на Царство Польское Первая кадровая компания, сформированная Юзефом Пилсудским. C момента своего существования музей находился под патронажем организации «Федерация польских союзов защитников Отчизны». В 1936 году в Зале «Кадрувка» была открыта выставка, демонстрирующая первое собрание материалов, связанных с деятельностью польских легионеров. В это же время в «Зале Почёта» была установлена урна с землёю с кургана Пилсудского.
После начала Второй мировой войны музейные экспонаты были спрятаны в краковских церквях, монастырях и частных жилищах.
Во время Польской Народной Республики деятельность Федерации польских союзов защитников Отчизны была запрещена и музейные экспонаты хранились в частных собраниях. Во время XIV съезда польских легионеров было принято решение возобновить деятельность музея. Во время очередного съезда польских легионеров в сентябре 1989 года было принято решение заняться юридическим оформлением деятельности музея. После согласования с Министерством культуры и искусства был написан Устав музея и создан Совет музея во главе с майором Владиславом Охоньским. 30 апреля 1990 года директором музея была назначена бывшая деятельница борьбы за независимость Зофья Корчинская.
1 января 1991 года дом № 7 на улице 3 мая был возвращён Федерации польских союзов защитников Отчизны и 3 августа этого же года Музей борьбы за независимость был открыт для публичного посещения.

## Описание
В настоящее время музей состоит из следующих залов:
- Зал «Кадрувка», где находится экспозиция, посвящённая Юзефу Пилсудскому;
- «Зал Почёта», в котором находится выставка, посвящённая Эварду Рыдз-Смиглому;
- «Зал имени Владислава Бандурского», в котором демонстрируются материалы, связанные с деятельностью военных капелланов;
- «Зал имени Станислава Корчинского», в котором находится экспозиция, посвящённая деятельности польских подпольных военных организаций во время Второй мировой войны;
- Зал «Штандаровый», в котором выставлены штандарты различных военных организаций;
- «Зал имени Тадеуша Каспшицкого», в котором выставлены материалы, связанные с Первой мировой войной;
- «Зал имени Эмиля Фельдорфа», в котором демонстрируется выставка, связанная с деятельностью Польского подпольного государства;
- Зал «Солидарность», в котором демонстрируются материалы, связанные с деятельностью Солидарности;
- «Зал имени Казимежа Соснковского», в котором демонстрируется выставка, посвящённая истории кургана Пилсудского.

В музее находятся также отдельные экспозиции, посвящённые Катыни, деятельности польских харцеров и скаутов, Союза польских легионов, проекта памятника Юзефу Пилсудскому, Войска Польского и истории Дома имени Юзефа Пилсудского.